# Hugues Ier de Lusignan
Pour les articles homonymes, voir Hugues Ier et Hugues de Lusignan.
Hugues Ier dit le Veneur, né vers 880 et mort après décembre 948, est le plus ancien membre connu de la maison de Lusignan évoqué par une généalogie de la Chronique de Saint-Maixent,,. Il n'est pas cité dans les chartes comme seigneur de Lusignan.
Lusignan est alors le siège d'une viguerie mentionnée dès 929 et un chef-lieu d'archiprêtré dont la juridiction s'étend sur une bonne vingtaine de paroisses,.

## Biographie

### Une ascendance incertaine
Pour Bélisaire Ledain, Hugues le Veneur descendrait des comtes de la Marche et de Poitou,, mais sans en apporter la preuve.
D'après Charles Farcinet et son livre sur la famille Lusignan, Hugues Ier est désigné comme étant le chef de la maison de Lusignan au Xe siècle.
Dans sa thèse de doctorat, Clément de Vasselot de Régné propose une filiation avec la famille franque des Rorgonides,,.

### Décès
Hugues Ier le Veneur disparaît de la documentation poitevine à partir de décembre 948 et vers 950 son décès est attesté lors d'une donation faite à l'abbaye de Saint-Maixent par son épouse.

## Mariage et descendance

### Aleait
De son épouse Aleait (av. 930-ap. 950), il eut :
- Hugues II dit le Cher[3] (av. 950-v. 980), premier seigneur de Lusignan, fit construire le château de Lusignan[17],[18] ;
- Ermentrude (av. 950-ap. 977), mariée à Maingaud (?-av. 976) viguier de Poitiers[19].

## Sources et bibliographie